# Escudo de Villa de Álvarez
El escudo heráldico del municipio de Villa de Álvarez está cortado en campaña o barba, con bordura en color azul, sobre la cual se lee el nombre del municipio Villa de Álvarez en color negro. En el campo disminuido del escudo, en color verde, aparece la fachada del ex- convento de San Francisco. En el campo dominante del escudo, en plata, dos piezas triangulares, una formando la letra "A" y la otra, formando la letra "V", en rojo. En la base de estas dos piezas, se forma una letra "M", en color negro. Los ornamentos exteriores del escudo son, en la parte superior y centrada: una efigie en piedra del general Manuel Álvarez, mientras que los soportes que custodian el escudo, se encuentran en la parte inferior; a cada lado, dos figuras humanas (charros) y dos figuras animales (toros), dispuestos hacia fuera y que aluden a las fiestas charro-taurinas tan famosas en el municipio. Envolviendo el escudo, la planta del maíz con mazorcas y hojas que asemejan listones dorados. En medio de los toros, la piedra de Juluapan. En la punta, en forma de listón dorado flotante, la leyenda "Tradición, Hospitalidad y Trabajo".
- Datos: Q5838387